# Balanites aegyptiaca
Balanites aegyptiaca (ökendadel) är en taggig buske eller mindre träd av släktet Balatines.
Balanites aegyptiaca har ätliga frukter, ur vilka erhålls zachunoljan, som liknar sesamolja och används som matolja. Blanden kan användas som grönsaker. Veden, som är hård, tung och gulvit eller brunaktig används som möbelvirke.